# Fakkeltog
Albums de Bridges
Poem
(1981)
Fakkeltog est un concept-album du groupe de musique Bridges, dont deux des membres sont fondateurs de a-ha, enregistré en 1979, et sorti en 1980 (album introuvable).

## Liste des titres
Il se compose de 3 parties.
- The Oncoming of Day: 
  - The Oncoming of Day (instrumental) (2:07)
  - Somebody's Going Away (3:01)
  - May the Last Dance Be Mine (2:33)
  - Divided We Fall (2:14)
  - Vagrants (1:56)

- The Oncoming: 
  - The Stranger's Town (9:58)
  - Pavilion of the Luxuriant Trees (2:35)

- The Oncoming of Night: 
  - The Oncoming of Night (instrumental) (0:47)
  - The Vacant (3:30)
  - Guest on Earth (3:23)
  - Death of the Century (2:59)
  - The Melancolic Chevaliers (3:00)
  - Scared, Bewildered, Wild (1:38)
  - Every Mortal Night (3:22)
  - September (5:19)

## Musiciens
- Guitare basse: Viggo Bondi
- Batterie, Percussions: Øystein Jevanord
- Guitare, chant: Pal Waaktaar
- Synthétiseur, claviers: Magne Furuholmen
- Trompettes: Gro Hanne Fors , Sissel Grønlund
- Violons: Øivind Nusle , Hans Morten Stensland
- Hautbois: Ingvild Kaalhus
- Violoncelles: Svein Ivar Fors, Elisabeth Moe

## Info
Deux ans après la formation de Spider Empire (en 1977), le groupe change de nom et devient Bridges, groupe composé de Magne Furuholmen, Pal Waaktaar et occasionnellement des frères Lindvall en 1979 (sans Morten Harket) qui rejoindra le groupe en 1982 et créa A-ha.